# Alastor antigae
Alastor antigae är en stekelart som beskrevs av François du Buysson 1903. Alastor antigae ingår i släktet Alastor och familjen Eumenidae. Utöver nominatformen finns också underarten A. a. uniformis.